# Baghdad FC
Baghdad FC is een Iraakse voetbalclub uit Bagdad, Irak. De club is opgericht in 1957.

## Clubnaam
De club werd opgericht onder de naam Baladiyat wat in het Arabisch gemeentes betekent. In 1977 werd de clubnaam veranderd in Al-Amana. Dit was de naam tot 5 augustus 2009, toen de naam veranderd werd in Baghdad FC.

## Erelijst
- Superliga (Irak) Baghdad (2)
- 1965, 1971 als Maslaha Naqil Al-Rakab